# 조안 레슬리

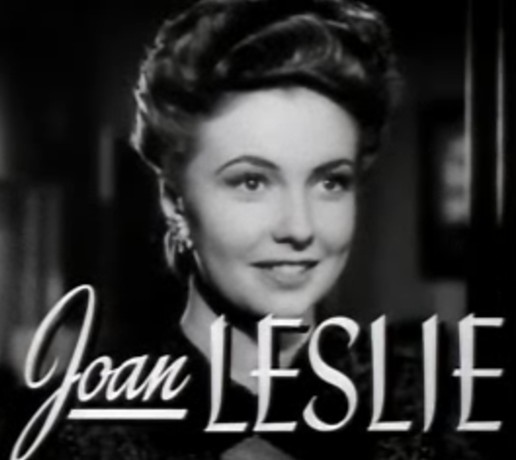

조안 레슬리(Joan Leslie, 1925년 1월 26일 ~ 2015년 10월 12일)는 미국의 배우, 영화배우, 텔레비전 배우이다.
디트로이트에서 태어났으며 로스앤젤레스에서 사망하였다.

## 영화
- 춤추는 할리우드 - 뮤지컬의 역사 (2008년) - 본인 역
- 어둠 속의 불꽃 (1991년)
- 운명의 시계 바늘 (1989년)
- 더 리볼트 오브 메이미 스토버 (1956년)
- 본 투 비 배드 (1950년)
- 투 가이스 프럼 밀워키 (1946년)
- 웨어 두 위 고 프럼 히어? (1945년)
- 랩소디 인 블루 (1945년)
- 헐리우드 캔틴 (1944년)
- 더 하드 웨이 (1943년)
- 디스 이즈 더 아미 (1943년)
- 탱크 유어 럭키 스타스 (1943년)
- 스카이스 더 리미트 (1943년)
- 성조기의 행진 (1942년)
- 하이 시에라 (1941년) - 벨마 역
- 요크 상사 (1941년)
- 수잔과 신 (1940년)
- 러브 어페어 (1939년)
- 춘희 (1936년)